# Delizia al limone
La delizia al limone è un dolce originario della pasticceria sorrentina, divenuto poi un dessert tipico della cucina napoletana.

## Storia
Fu ideata dal pasticciere sorrentino Carmine Marzuillo nel 1978, ed è una torta fatta con una base di pan di Spagna bagnato con uno sciroppo a base di limoncello,  farcita e ricoperta di crema a base di limone.

## Descrizione
Viene venduta in pasticceria sia come torta che in versioni monoporzione. La monoporzione ha spesso la forma di un seno (per esempio, a Procida): è realizzata in coppe semisferiche; una volta riversata e ricoperta con la crema di limone, viene decorata con una fragolina di bosco posta in cima.